# Korean Music Awards

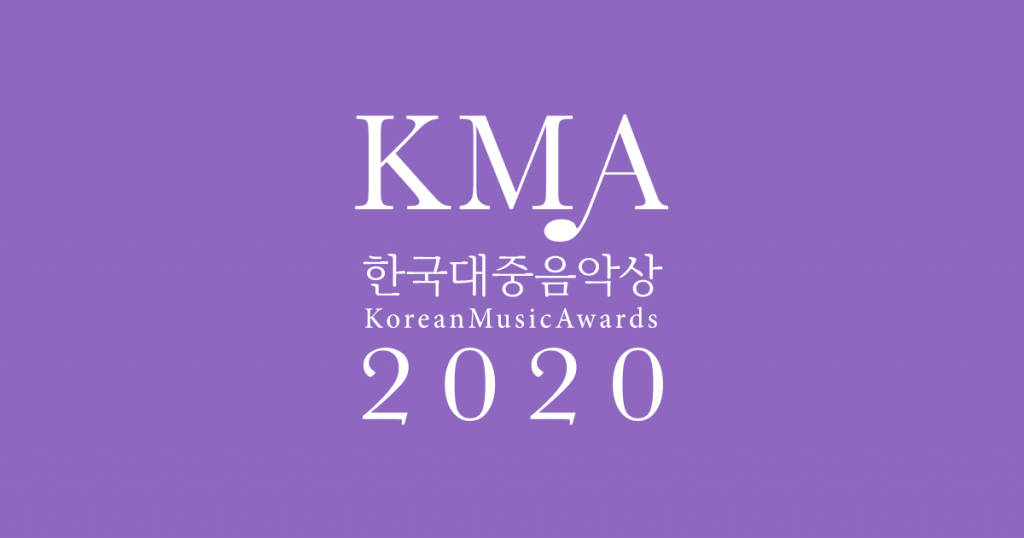
Emblema oficial da 17ª Edição dos Korean Music Awards, ocorrida em 2020

O Korean Music Awards é uma importante premiação musical que é realizada anualmente na Coreia do Sul.

## Categorias
O evento possui 24 categorias, incluindo o Álbum do Ano, Canção do Ano e favoritos pelos netizens.
| - Artista do Ano - Álbum do Ano - Canção do Ano - Revelação do Ano - Melhor Álbum de Pop - Melhor Canção de Pop - Melhor Álbum de Rock - Melhor Canção de Rock - Melhor Álbum de Rock Moderno - Melhor Canção de Rock Moderno - Melhor Álbum de Dance & Eletrônica - Melhor Canção de Dance & Eletrônica - Melhor Álbum de R&B & Soul - Melhor Canção de R&B & Soul - Melhor Álbum de Rap & Hip Hop - Melhor Canção de Rap & Hip Hop - Melhor Álbum de Jazz & Crossover - Melhor Canção de Jazz & Crossover - Melhor Performance de Jazz & Crossover - Voto Netizen do Grupo Musical do Ano - Voto Netizen do Músico Feminino do Ano - Voto Netizen do Músico Masculino do Ano - Voto Netizen do Músico Pop do Ano - Best Film and TV Music Album - Committee Choice - Achievement Award |

## Prêmios principais

### Artista do Ano
| Edição | Ano  | Vencedores               | Vencedores          | Vencedores          |
| ------ | ---- | ------------------------ | ------------------- | ------------------- |
| 16ª    | 2019 | BTS                      | BTS                 | BTS                 |
| 15ª    | 2018 | BTS                      | BTS                 | BTS                 |
| 14ª    | 2017 | Jay Park                 | Jay Park            | Jay Park            |
| 13ª    | 2016 | DeepFlow                 | DeepFlow            | DeepFlow            |
| 12ª    | 2015 | Lee Seung-hwan           | Lee Seung-hwan      | Lee Seung-hwan      |
| 11ª    | 2014 | Sunwoo Jung-a            | Sunwoo Jung-a       | Sunwoo Jung-a       |
| 10ª    | 2013 | PSY                      | PSY                 | PSY                 |
| 9ª     | 2012 | Kiha & The Faces         | Kiha & The Faces    | Kiha & The Faces    |
| 8ª     | 2011 | Galaxy Express           | Galaxy Express      | Galaxy Express      |
| 7ª     | 2010 | Seoul Electric Band      | Seoul Electric Band | Seoul Electric Band |
| 6ª     | 2009 | Toy                      | Toy                 | Toy                 |
| 5ª     | 2008 | Yi sung-yol              | Yi sung-yol         | Yi sung-yol         |
| 4ª     | 2007 | Lee Ji-Hyung             | Park Sun-Joo        | No Brain            |
| 3ª     | 2006 | W [Where The Story Ends] | Cho Kyu-chan        | Lee-tzsche          |
| 2ª     | 2005 | Lee Seung Chul           | Lee So-ra           | Clazziquai          |
| 1ª     | 2004 | Wheesung                 | Lee-tzsche          | Big Mama            |

### Álbum do Ano
| Edição | Ano  | Vencedor            | Álbum                           |
| ------ | ---- | ------------------- | ------------------------------- |
| 16ª    | 2019 | Jang Pil-Soon       | Soony Eight:소길花              |
| 15ª    | 2018 | Kang Tae-gu         | bleu                            |
| 14ª    | 2017 | Jo Dong-jin         | As A Tree                       |
| 13ª    | 2016 | E Sens              | The Anecdote                    |
| 12ª    | 2015 | Loro's              | W.A.N.D.Y                       |
| 11ª    | 2014 | Yoon Young-bae      | Dangerous World                 |
| 10ª    | 2013 | 3rd Line Butterfly  | Dreamtalk                       |
| 9ª     | 2012 | Kiha & The Faces    | Kiha & The Faces                |
| 8ª     | 2011 | Garion              | Garion 2                        |
| 7ª     | 2010 | Seoul Electric Band | Life Is Strange                 |
| 6ª     | 2009 | Sister's Barbershop | The presence of the most common |
| 5ª     | 2008 | Lee juck            | Wooden song                     |
| 4ª     | 2007 | Swallow             | Aresco                          |
| 3ª     | 2006 | 2nd Moon            | 2nd Moon                        |
| 2ª     | 2005 | My Aunt Mary        | Just Pop                        |
| 1ª     | 2004 | The The             | The The Band                    |

### Canção do Ano
| Edição | Ano  | Vencedor               | Título da canção       |
| ------ | ---- | ---------------------- | ---------------------- |
| 16ª    | 2019 | BTS                    | Fake Love              |
| 15ª    | 2018 | Hyukoh                 | Tomboy                 |
| 14ª    | 2017 | Bolbbalgan4            | Galaxy                 |
| 13ª    | 2016 | Big Bang               | Bae Bae                |
| 12ª    | 2015 | So-you & Junggigo      | Some                   |
| 11ª    | 2014 | Cho Yong-pil           | Bounce                 |
| 10ª    | 2013 | Psy                    | Gangnam Style          |
| 9ª     | 2012 | IU                     | Good Day               |
| 8ª     | 2011 | Hot Potato             | Confession             |
| 7ª     | 2010 | Girls' Generation      | Gee                    |
| 6ª     | 2009 | Jang Ki-Ha & The Faces | Cheap Coffee           |
| 5ª     | 2008 | Lee juck               | It's fortunate         |
| 4ª     | 2007 | Lee Han-Cheol          | Superstar              |
| 3ª     | 2006 | Yoon Do Hyun           | It must have been love |
| 2ª     | 2005 | Cho PD                 | Friend                 |
| 1ª     | 2004 | Loveholics             | Loveholics             |

## Prêmios solo/grupo

### Revelação do Ano (Rookie)
| Edição | Ano  | Vencedores               | Vencedores          |
| ------ | ---- | ------------------------ | ------------------- |
| 16ª    | 2019 | Airy                     |                     |
| 15ª    | 2018 | Se So Neon               |                     |
| 14ª    | 2017 | Silica Gel               |                     |
| 13ª    | 2016 | Hyukoh                   |                     |
| 12ª    | 2015 | Kim Sa-wol x Kim Hae-won |                     |
| 11ª    | 2014 | Rock 'n Roll Radio       |                     |
| 10ª    | 2013 | 404                      |                     |
| 9ª     | 2012 | Bye Bye Bad Man          |                     |
| 8ª     | 2011 | Gate Flowers             |                     |
| 7ª     | 2010 | Gukkasten                | Apollo 18           |
| 6ª     | 2009 | Loro's                   | -                   |
| 5ª     | 2008 | Younha                   | -                   |
| 4ª     | 2007 | The Mustangs             | -                   |
| 3ª     | 2006 | 2nd Moon                 | Sogyumo Acacia Band |
| 2ª     | 2005 | MOT                      | -                   |
| 1ª     | 2004 | Jeong, Jae-Ill           | -                   |

## Gêneros musicais

### Melhor Álbum de Rock
| Edição | Ano  | Vencedor                   | Álbum                         |
| ------ | ---- | -------------------------- | ----------------------------- |
| 16ª    | 2019 | Life and Time              | Age                           |
| 15ª    | 2018 | Lowdown 30                 | B                             |
| 14ª    | 2017 | ABTB                       | Attraction Between Two Bodies |
| 13ª    | 2016 | The Monotones              | Into The Night                |
| 12ª    | 2015 | Danpyunsun and the Sailors | Animal                        |
| 11ª    | 2014 | Yellow Monsters            | Red Flag                      |
| 10ª    | 2013 | Jung Cha-shik              | Turbulent Modern Times        |
| 9ª     | 2012 | Kiha & The Faces           | Kiha & The Faces              |
| 8ª     | 2011 | Crash                      | The Paragon of Animals        |
| 7ª     | 2010 | Seoul Electronic Band      | Life Is Strange               |
| 6ª     | 2009 | Galaxy Express             | Noise On Fire                 |
| 5ª     | 2008 | Hollow Jan                 | Rough Draft In Progress       |
| 4ª     | 2007 | The Mustangs               | The Mustangs                  |
| 3ª     | 2006 | Black Hole                 | Hero                          |

### Melhor Canção de Rock
| Edição | Ano  | Vencedor                     | Título da canção           |
| ------ | ---- | ---------------------------- | -------------------------- |
| 16ª    | 2019 | Life and Time                | Jamsugyo                   |
| 15ª    | 2018 | Se So Neon                   | The Wave                   |
| 14ª    | 2017 | Jun Bum Sun And The Yangbans | Revolution                 |
| 13ª    | 2016 | Lowdown 30                   | More Burning               |
| 12ª    | 2015 | Asian Chairshot              | Haeya                      |
| 11ª    | 2014 | Yellow Monsters              | Red Flag                   |
| 10ª    | 2013 | Jung Cha-shik                | Street Musician            |
| 9ª     | 2011 | Kiha & The Faces             | That Kind of Relationship  |
| 8ª     | 2011 | Gate Flowers                 | Reserves                   |
| 7ª     | 2010 | Gukkasten                    | Mirror                     |
| 6ª     | 2009 | Jang Ki-ha and the Faces     | Cheap Coffee               |
| 5ª     | 2008 | Mary Epic                    | Can't be Happy Without You |
| 4ª     | 2007 | Strikers                     | Untouchable Territories    |
| 3ª     | 2006 | Black Hole                   | Life                       |

### Melhor Álbum de Rock Moderno
| Edição | Ano  | Vencedor            | Álbum                           | Vencedor         | Álbum                           |
| ------ | ---- | ------------------- | ------------------------------- | ---------------- | ------------------------------- |
| 8ª     | 2011 | 9 and the Numbers   | 9 and the Numbers               |                  |                                 |
| 7ª     | 2010 | The Black Skirts    | 201                             |                  |                                 |
| 6ª     | 2009 | Sister's Barbershop | The presence of the most common |                  |                                 |
| 5ª     | 2008 | MOT                 | Strange seasons                 | Huckleberry Finn | Fantasies... My Disillusionment |
| 4ª     | 2007 | Swallow             | Aresco                          |                  |                                 |
| 3ª     | 2006 | Mongoose            | Dancing Zoo                     |                  |                                 |

### Melhor Canção de Rock Moderno
| Edição | Ano  | Vencedor              | Título da canção   |
| ------ | ---- | --------------------- | ------------------ |
| 8ª     | 2011 | Et Tu, Broccoli       | Graduation         |
| 7ª     | 2010 | Et Tu, Broccoli       | Universal Song     |
| 6ª     | 2009 | Sister's Barbershop   | Beautiful thing    |
| 5ª     | 2008 | Lee Sung-Yol          | Adonai             |
| 4ª     | 2007 | Seoul Electronic Band | Come into My Dream |
| 3ª     | 2006 | Mongoose              | Dancing Zoo        |

### Melhor Álbum de Dance & Eletrônica
| Edição | Ano  | Vencedor         | Álbum      |
| ------ | ---- | ---------------- | ---------- |
| 8ª     | 2011 | 2NE1             | To Anyone  |
| 7ª     | 2010 | Brown Eyed Girls | Sound-G    |
| 6ª     | 2009 | W&Whale          | Hardboiled |
| 5ª     | 2008 | House Rulez      | Mojito     |
| 4ª     | 2007 | Uhm Jung-Hwa     | Prestige   |
| 3ª     | 2006 | 2nd Moon         | 2nd Moon   |

### Melhor Canção de Dance & Eletrônica
| Edição | Ano  | Vencedor         | Álbum              | Vencedor     | Álbum                        |
| ------ | ---- | ---------------- | ------------------ | ------------ | ---------------------------- |
| 8ª     | 2011 | miss A           | Bad Girl Good Girl | -            | -                            |
| 7ª     | 2010 | Brown Eyed Girls | Abracadabra        | -            | -                            |
| 6ª     | 2009 | W&Whale          | R.P.G Shine        | -            | -                            |
| 5ª     | 2008 | Wonder Girls     | Tell Me            | -            | -                            |
| 4ª     | 2007 | Peppertones      | Colorful Express   | Baejang Trio | The End And Everything After |
| 3ª     | 2006 | Triologue        | It Rains           | -            | -                            |

### Melhor Álbum de Hip Hop
| Edição | Ano  | Vencedor      | Álbum                            |
| ------ | ---- | ------------- | -------------------------------- |
| 8ª     | 2011 | Garion        | Garion2                          |
| 7ª     | 2010 | Drunken Tiger | Feel gHood Muzik: The 8th Wonder |
| 6ª     | 2009 | Verbal Jint   | Framed                           |
| 5ª     | 2008 | Epik High     | Remapping The Human Soul         |
| 4ª     | 2007 | The Quiett    | Q Train                          |
| 3ª     | 2006 | Dynamic Duo   | Double Dynamite                  |

### Melhor Canção de Hip Hop
| Edição | Ano  | Vencedor            | Título da canção                    |
| ------ | ---- | ------------------- | ----------------------------------- |
| 8ª     | 2011 | Garion              | Most Urgent (feat. NUCK aka 넋업샨) |
| 7ª     | 2010 | San E               | Rap Genius                          |
| 6ª     | 2009 | Dynamic Duo         | mother's soup                       |
| 5ª     | 2008 | Drunken Tiger       | 8:45 Heaven                         |
| 4ª     | 2007 | Koonta In Nuoliunce | Holding On                          |
| 3ª     | 2006 | Garion              | Mutu (武鬪)                         |

### Melhor Álbum de R&B & Soul
| Edição | Ano  | Vencedor          | Álbum                              |
| ------ | ---- | ----------------- | ---------------------------------- |
| 8ª     | 2011 | Jinbo             | Afterwork                          |
| 7ª     | 2010 | Ra.D              | Realcollabo                        |
| 6ª     | 2009 | Taeyang           | Hot                                |
| 5ª     | 2008 | T                 | Yoonmirae                          |
| 4ª     | 2007 | Seo Young Do Trio | Circle                             |
| 3ª     | 2006 | Windy City        | Love Record: Love, Power And Unity |

### Melhor Canção de R&B & Soul
| Edição | Ano  | Vencedor   | Título da canção          |
| ------ | ---- | ---------- | ------------------------- |
| 8ª     | 2011 | Deez       | Sugar                     |
| 7ª     | 2010 | Jung Yup   | You Are My Lady           |
| 6ª     | 2009 | Taeyang    | Only Look At Me           |
| 5ª     | 2008 | T          | What's Up! Mr. Good Stuff |
| 4ª     | 2007 | Heritage   | Acoustic & Vintage        |
| 3ª     | 2006 | Windy City | Love Supreme              |

## Prêmios de popularidade

### VotoNetizendo Grupo Musical do Ano
| Edição | Ano  | Vencedores        |
| ------ | ---- | ----------------- |
| 8ª     | 2011 | f(x)              |
| 7ª     | 2010 | Girls' Generation |
| 6ª     | 2009 | Wonder Girls      |

### VotoNetizendo Músico Feminino do Ano
| Edição | Ano  | Vencedores    |
| ------ | ---- | ------------- |
| 8ª     | 2011 | Kim Yoon Ah   |
| 7ª     | 2010 | Baek Ji-Young |
| 6ª     | 2009 | Younha        |

### Voto Netizen do Músico Masculino do Ano
| Edição | Ano  | Vencedores             |
| ------ | ---- | ---------------------- |
| 8ª     | 2011 | Taeyang                |
| 7ª     | 2010 | Jung Yup               |
| 6ª     | 2009 | Jang Ki Ha & The Faces |